# 莫斯科戰役
莫斯科会戰（俄语：Битва под Москвой）是蘇聯军事史學家給予的名稱，指的是在第二次世界大戰期間位於東線某個长达600公里的地區的重要戰略性戰事，戰役從1941年10月1日一直到1942年1月7日以及持续的攻势直至4月底，以12月5日被界分为防御阶段与反攻阶段。
起因是阿道夫·希特勒认为苏联的首都及最大城市莫斯科是轴心国入侵苏联的最重要的戰略性目標及政治目标。德國的戰略性進攻代號為颱風行動，它包括了兩個鉗形攻勢：一個由德國第3裝甲集團及第4裝甲集團攻擊在莫斯科北面的加里寧方面軍，最終切斷莫斯科列寧格勒的鐵路線；另一個由德國第2裝甲軍團攻擊在莫斯科州南面、圖拉以南的西方面軍；同時德國第4軍團直接從正西面向莫斯科的莫扎伊斯克和纳罗－福明斯克方向前進。此外德軍另有一個獨立的計劃，代號為當弗坦行動，它被包括在德軍最後階段的进攻战役計劃中。
最初蘇軍在莫斯科州通過構築了3道防禦地帶，以及部署了新近編成的戰略預備隊和從西伯利亞與遠東軍區抽調而来的部隊。之後由於德軍的进攻战役被阻，蘇聯實施戰略性反攻及小規模进攻战役把德軍逐回勒热夫、瑟乔夫卡、维亚济马一线并于1942年1月8日－1943年3月22日在这里发生了热泽夫—瑟切夫卡—维亚济马战役造成重大伤亡，不过也在過程中包圍了3個德國軍團（参见：德米扬斯克进攻战役、柳班进攻战役、托洛佩特茨—霍尔姆进攻战役、波尔科夫进攻战役、巴尔文科沃—罗泽瓦利亚进攻战役）。
在蘇聯的軍事歷史中，莫斯科戰役被認為是蘇軍首次大获全胜的进攻战役，雖然付出了巨大的傷亡代價，但卻達到了真正標誌性的目標，即解除了德軍對己方首都莫斯科的威脅。這是第二次世界大戰一個重要的時刻，最終導致了希特勒及納粹德國的戰敗。

## 戰役列表
莫斯科战役由一系列战役组成：
- 莫斯科战役防御阶段（1941年9月30日至12月5日）
  - 奥廖尔-布良斯克防御战役（1941年9月30日至10月23日）：苏联布良斯克方面军vs德国德國第2裝甲軍團、第2軍團
  - 维亚济马防御战役（俄语：Вяземская операция）（1941年10月2日-10月13日）：苏联西方面军、预备方面军（英语：Reserve Front）vs德国第3装甲集团军、第4装甲集团军、第4軍團、第9軍團、德国第16軍團
  - 加里宁防御战役（俄语：Калининская оборонительная операция）（1941年10月10日-12月4日）：苏联加里宁方面军（10月17日起由西方面军北部集群组建）vs第9軍團、第16軍團
  - 莫札伊斯克-小雅罗斯拉韦茨防御战役（俄语：Можайско-Малоярославецкая операция）（1941年10月10日-10月30日）苏联西方面军莫札伊斯克防线各集团军vs德国第4装甲集团军、第4軍團、第9軍團
  - 图拉防御战役（俄语：Тульская оборонительная операция）（1941年10月24日-12月5日）苏联布良斯克方面军（11月10日起并入西方面军）第50集团军、第49集团军、西南方面军第3集团军、大本营预备队（英语：Stavka）骑兵第2军vs德国第2装甲集团军、第2軍團
  - 克林-索尔涅奇诺戈尔斯克防御战役（俄语：Клинско-Солнечногорская оборонительная операция）（1941年11月15日-12月5日）：苏联西方面军右翼，加里宁方面军第31集团军vs德国第3装甲集团军、第4装甲集团军
  - 纳罗福明斯克防御战役（俄语：Наро-Фоминская операция）（1941年12月1日-5日）：苏联西方面军中部第16集团军、第5集团军、第33集团军vs第4軍團
- 莫斯科战役反攻阶段（1941年12月5日至1942年4月20日）
  - 加里宁进攻战役（俄语：Калининская наступательная операция）（1941年12月5日至1942年1月7日）苏联加里宁方面军、西方面军右翼第30集团军、突击第1集团军vs第9軍團
  - 克林-索尔涅奇诺戈尔斯克进攻战役（俄语：Клинско-Солнечногорская наступательная операция）（1941年12月6日-25日）：苏联西方面军右翼，加里宁方面军第31集团军vs德国第3装甲集团军、第4装甲集团军
  - 叶列茨进攻战役（俄语：Елецкая наступательная операция）（1941年12月6日至16日）：苏联西南方面军第3集团军、第13集团军、方面军战役集群（科斯坚科中将）vs德國第2軍團
  - 图拉进攻战役（俄语：Тульская наступательная операция）（1941年12月6日-16日）苏联西方面军）第50集团军、第49集团军、第10集团军、近卫骑兵第1军、西南方面军第3集团军右翼vs德国第2装甲集团军
  - 纳罗福明斯克-博罗夫斯克进攻战役（俄语：Нарофоминско-Боровская наступательная операция）（1941年12月16日-1942年1月4日）：苏联西方面军第33集团军、第43集团军、第49集团军vs第4軍團
  - 卡卢加进攻战役（俄语：Калужская наступательная операция）（1941年12月17日-1942年1月5日）：苏联西方面军第49集团军、第50集团军、布良斯克方面军（1941年12月24日再次组建）第10集团军、第61集团军、近卫骑兵第1军vs德国第2装甲集团军、第4装甲集团军
  - 别廖夫-科泽利斯克进攻战役（俄语：Белёвско-Козельская операция）（1941年12月28日-1942年1月5日）：苏联布良斯克方面军近卫骑兵第1军、第10集团军vs德国第2装甲集团军与第2軍團于12月27日组建的集团军群级别的施密特装甲集群
  - 杰米扬斯克进攻战役（1942年1月7日-5月20日）：苏联西北方面军（英语：Northwestern Front）、加里宁方面军突击第3集团军vs德国第16集团军
  - 勒热夫-维亚济马进攻战役（俄语：Ржевско-Вяземская операция (1942)）（1942年1月8日-4月20日）：苏联西方面军、加里宁方面军vs德国第3装甲集团军、第4裝甲集团军、第4軍團、第9軍團
  - 托罗佩茨-霍尔姆进攻战役（1942年1月9日-2月初）：苏联西北方面军（英语：Northwestern Front）（1月22日起转隶加里宁方面军）突击第3集团军、突击第4集团军vs第9軍團、第16軍團
  - 维亚济马空降战役（俄语：Вяземская воздушно-десантная операция）（1942年1月18日-2月28日）：苏联空降兵第4军、第33集团军一部、近卫骑兵第1军vs德国中央集团军群
- 莫斯科战役的尾声
  - 1942年5月24日至6月21日，第4軍團与第3装甲集团军使用5个步兵师、2个装甲师、1个警卫师发起“汉诺威作战”，以清除在维亚济马——斯摩棱斯克交通线以南的德军后方活动的苏军第33集团军、近卫骑兵第1军、空降兵第4军（维亚济马空降战役的后果）。
  - 1942年7月2日至27日，第9軍團使用6个步兵师、4个装甲师、1个摩步师发起“塞德利茨作战”，苏军称加里宁方面军别雷防御战役或霍尔姆-日尔科夫斯基防御战役，以歼灭位于别雷——奥列尼诺——勒热夫——维亚济马——斯摩棱斯克之间突出部的苏军第39集团军与骑兵第11军。

## 德國的計劃

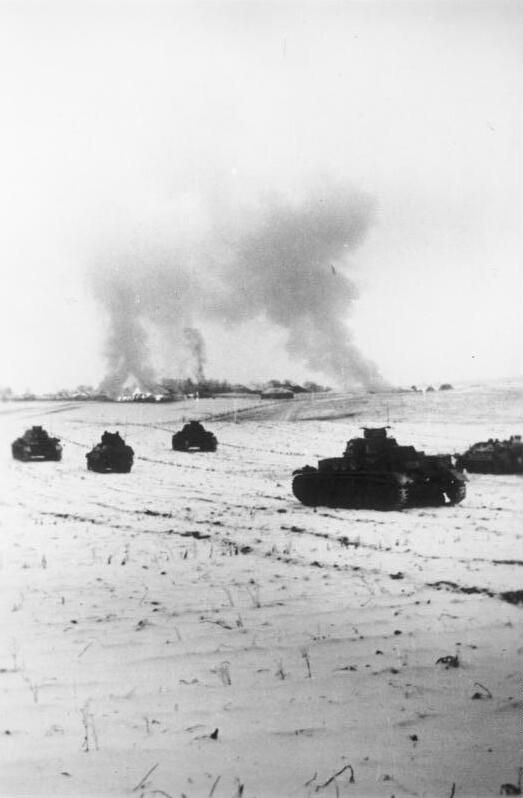
1941年11月25日，德国坦克袭击一个苏联捍卫的村庄

原本的閃電戰入侵計劃，被德意志国防军稱為巴巴羅薩行動，它要求在四個月內攻佔莫斯科。雖然在初期取得了很大的進展，但德意志國防軍之後的推進卻由於蘇聯紅軍的抵抗而減慢下來（特別是斯摩棱斯克戰役，這由1941年7月10日持續至9月20日，阻延了德軍向莫斯科的進攻達兩個月之久）。在攻佔斯摩棱斯克後，德意志國防軍選擇了將兵力集中至列寧格勒及基輔附近，進一步推遲向莫斯科的進軍。軸心國的進攻在1941年9月30日重新展開大规模进攻战役，攻勢的代號為颱風行動，以求在冬季來臨前完成攻佔莫斯科的目標。这时在德军的面前只剩下了三道防线，即维亚济马－熱澤夫防线、莫扎伊斯克防线和莫斯科外围的三重防线。
在進攻中包圍及消滅了數個紅軍軍團之後，德軍被蘇軍阻擊在莫扎伊斯克防線，距離首都120公里。突破蘇軍的防線後，德意志國防軍的進攻被惡劣天氣所阻导致减缓下来，秋季的雨水令道路及原野變成厚厚的泥濘，嚴重地妨礙了軸心國軍的車輛、馬匹及士兵的前进，雖然寒冬來臨及地面結冰令軸心國軍的進攻可以繼續，但他們仍然被蘇軍的抵抗所阻。
11月30日領頭的德軍装甲軍團推进到了位於距離克里姆林不到23 公里（19 英哩）的叫希姆基的地方，德軍軍官能用雙筒望遠鏡看見莫斯科的一些建築物，但由于天气原因軸心國軍未能再作進一步的推進而在11月30日停止了下来建立了几道临时的防御线准备守住新占领区。1941年12月5日有1,021,700名蘇军参与，新到達並配備了冬季武器裝備的蘇军在莫斯科戰線上對德軍發起了進攻并将这个参加台风进攻战役的德意志国防军中央集團軍向西击退了250－320公里的距离而获得了重大的胜利；到1942年1月7日蘇軍的莫斯科进攻战役（1941年12月5日－1942年1月7日）已大获全胜而结束，完全解除了對莫斯科的即时威胁而获得了战略上的重大胜利，標誌著軸心國攻佔蘇聯首都的台风进攻战役結束了。
莫斯科戰役是第二次世界大戰中其中一場最重要的戰役，主要原因是蘇軍成功地粉碎了德国攻佔其首都的企图，而該戰役亦是整個第二次世界大戰中其中一場最大規模的戰役，雙方傷亡數字共超過1,000,000人。這是一個轉折點，它是德意志國防軍陆军自從1939年9月開始戰爭後的第一次重大失败，之前在1941年9月的葉利尼亞战役及羅斯托夫戰役中（導致格特·馮·倫德施泰特失去了對東線德軍的指揮權）德軍也曾經失败，但這些失败相對於在莫斯科的重大失败已不算什么。

## 背景

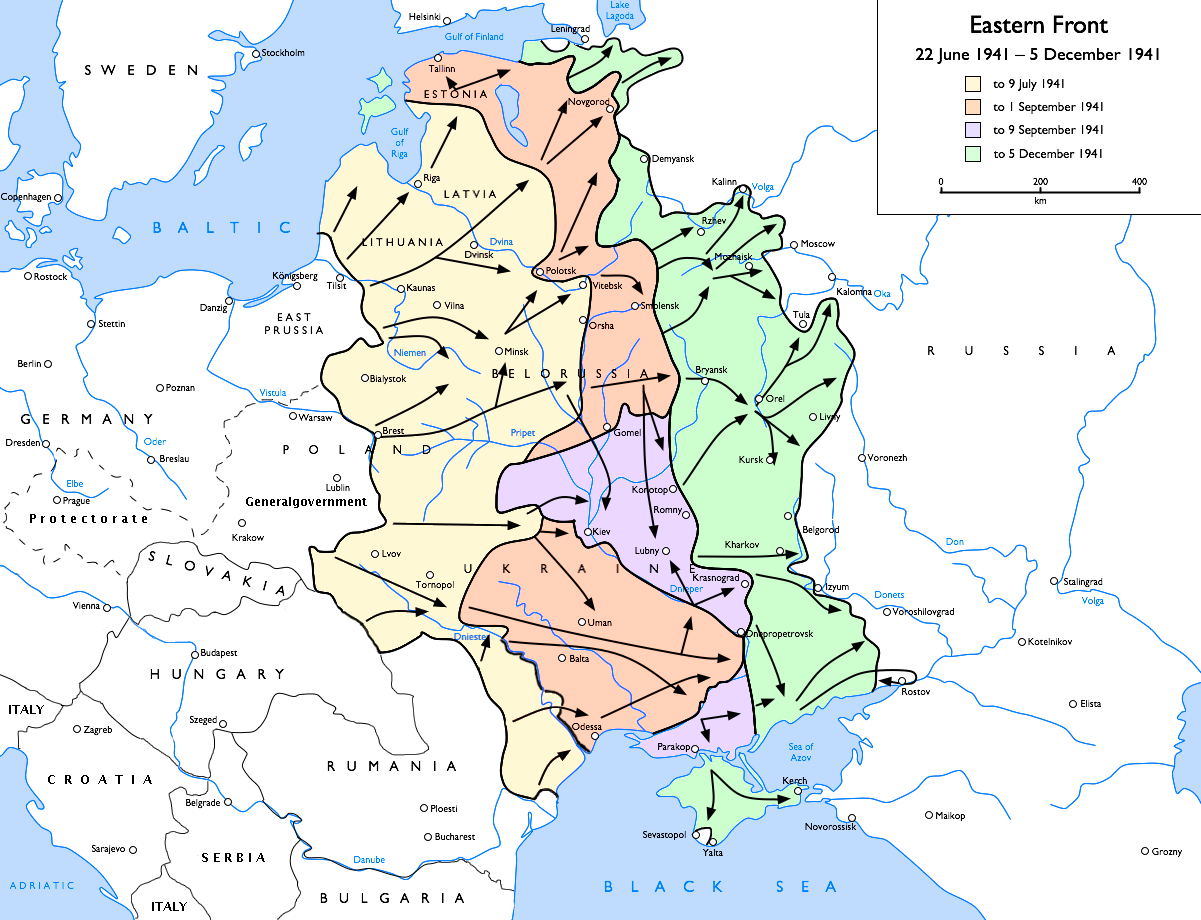
莫斯科保衛戰時的東線
至1941年7月9日
至1941年9月1日
至1941年9月9日
至1941年12月5日

1941年6月22日納粹德國和羅馬尼亞王國越過邊界入侵蘇聯、意大利王國對蘇聯宣戰，正式開始巴巴羅薩行動。6月25日芬蘭對蘇聯宣戰越過邊界進攻蘇聯，4天後之後匈牙利王國亦加入（在匈牙利城市科希策遭受轰炸後）。将蘇聯空軍的大部分飛機擊毀在地面上後，德軍利用閃電戰術快速深入蘇聯領土，裝甲部隊走在前面利用鉗形攻勢，包圍及消滅一支支蘇聯軍隊。當德國北方集團軍向列寧格勒推進時，南方集團軍就負責佔領烏克蘭，同時中央集團軍就向莫斯科進軍，蘇聯的防線土崩瓦解，紅軍付出了慘重的傷亡。
到1941年7月中央集團軍已在比亞韋斯托克-明斯克戰役中於明斯克附近包圍了數個蘇聯軍團，在蘇軍數條戰線上打開了一個大缺口，這是蘇軍無法及時填塞的，因為沒有預備隊可供使用，本來有組織的西方面軍已被擊潰。因此德意志國防軍可渡過第聶伯河，踏上通往莫斯科的道路，與此同時只付出了很少的傷亡。
1941年8月德軍攻佔斯摩棱斯克，這是在通往莫斯科道路上一個重要的據點。斯摩棱斯克在歷史上被稱為莫斯科的鎖匙，因為它控制了德維納河、第聶伯河與其它河流之間的陸上橋樑，令地面部隊能在不需要架設橋樑渡過寬闊河面情況下快速推進。斯摩棱斯克地區孤立的守軍從1941年7月10日一直堅守至1941年9月10日，共兩個月之久，這場激烈的交戰，被稱為斯摩棱斯克戰役，将德軍的進攻阻延至9月中，成功地破壞了閃電戰并迫使中央集團軍在該戰役期間使用了幾乎其一半的戰略預備隊（24個師中的10個師）。

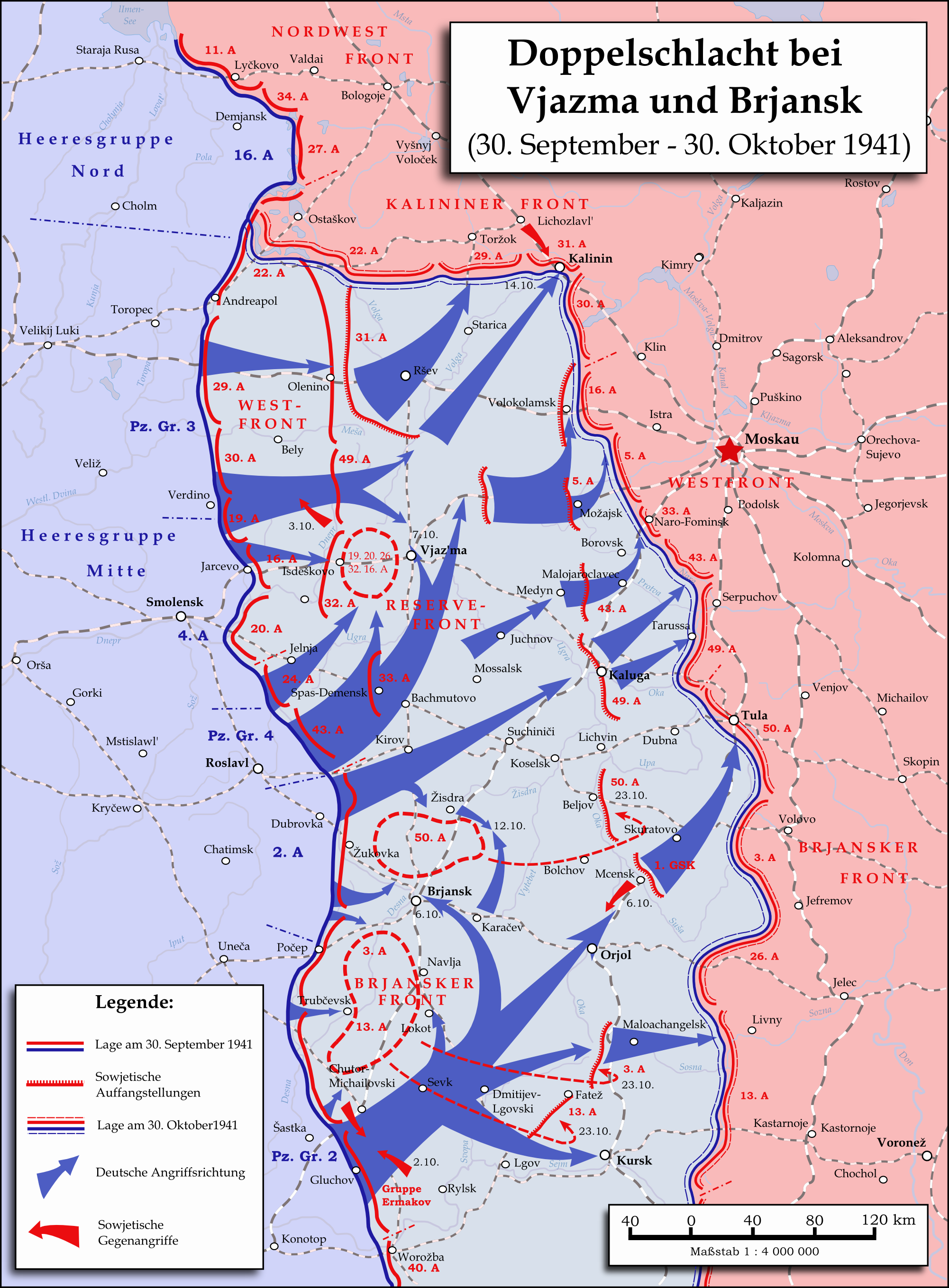
德軍前進莫斯科，並進行雙重圍剿

在別處德軍的進攻亦被阻擊。在列寧格勒附近，北方集團軍被盧加防線阻擊了一個月才能突破。在南面的南方集團軍包括很多相比於德意志國防軍缺乏訓練、裝備及經驗的匈牙利王國及羅馬尼亞王國單位，因面對蘇軍數次強大的反攻而被迫停止前進。德意志國防軍當時面臨進退兩難，因為中央集團軍仍然有足夠力量到達莫斯科，但這一進攻會在德軍戰線上造成一個大型的突出部，令他們面臨被蘇聯紅軍側擊的威脅。而且根據希特勒的想法，德國需要位於烏克蘭的糧食及礦物資源。因此德意志國防軍被命令首先攻佔頓巴斯地區，之後再向莫斯科推進。海因茨·威廉·古德里安的裝甲軍團轉向南面支援格特·馮·倫德施泰特對基輔的進攻。這導致了蘇軍的另一次大敗，根據亞歷山大·華西列夫斯基及格奧爾吉·朱可夫的回憶錄記錄，1941年9月19日在約瑟夫·史達林堅決拒絕放棄基輔突出部後仍然被迫棄守基輔，這次拒絕令朱可夫辭去蘇聯參謀總長的職務。但是他預測的德軍的包圍是正確的，數個蘇聯軍團被德意志國防軍的雙重鉗形攻勢包圍消滅，令德軍在南方可繼續前進。
雖然軸心國獲得決定性勝利，基輔戰役卻令德軍的閃電戰時間表再一次重編，正如古德里安後來寫道：「基輔的勝利在一定程度上是一次漂亮的戰術性勝利，但問題是我們仍有一個重要的戰略性目標在我們面前，現在每一件事情都基於我們能否在冬季及秋雨來臨前达到預期的目標」，希特勒仍然相信德意志國防軍有機會在冬季來臨前攻佔莫斯科從而結束戰爭。1941年10月2日由費多爾·馮·博克指揮的中央集團軍實施了對莫斯科的最後進攻，代號為颱風行動。希特勒在行動開始後說：「經過3個月的準備，我們終於有機會在冬季來臨前摧毀我們的敵人，所有可以的準備都完成了…；今天開始我們今年的最後一場戰役…」。

## 德軍最初的進攻（9月30日 – 10月10日）

### 計劃

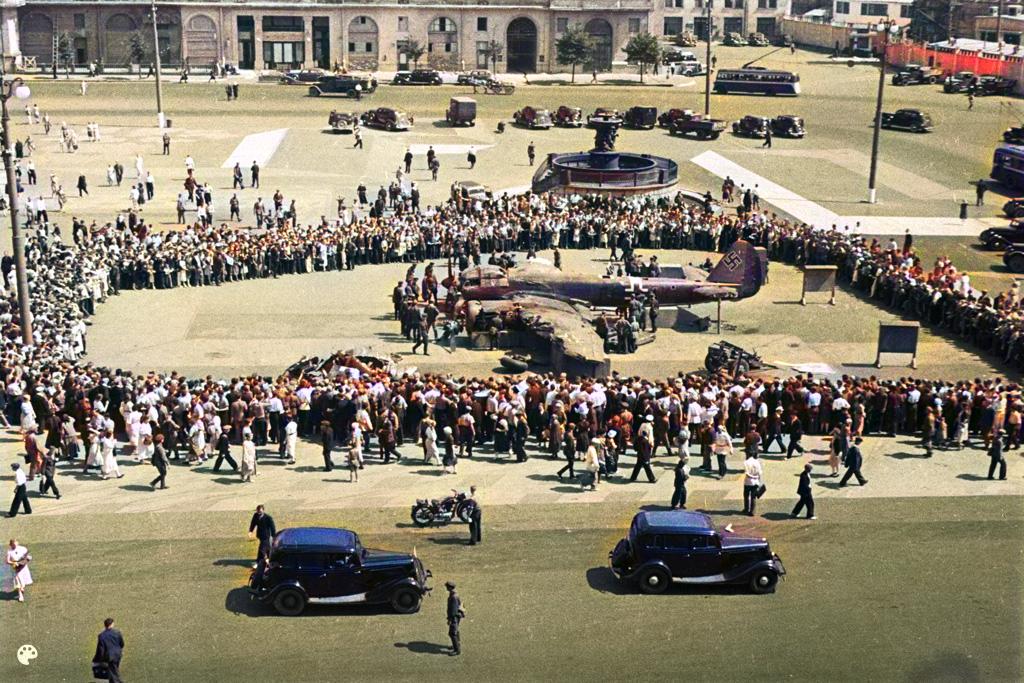
1941年8月，莫斯科民眾圍觀被擊落的德軍戰機

對希特勒來說莫斯科是最重要的軍事及政治目標，他認為這個城市的陷落將在很短的時間內導致蘇聯的全面崩潰。而國防軍陸軍總司令部首長弗朗茨·哈爾德 （陸軍參謀總長）在1940年寫道：「最好的解決辦法是直接進攻莫斯科」。因此該城市對規模龐大及擁有優良裝備的中央集團軍來說是唯一的目標，參與颱風行動的部隊包括3個軍團 （第2軍團、第4軍團及第9軍團）及支援它們的3個裝甲集團 （第2裝甲集團、第3裝甲集團及第4裝甲集團）和德國空軍的第2航空隊。共有超過1,000,000人、1,700輛坦克及14,000門火炮參與了此项行動。同时德國的空中優勢已极大地減低。自從6月22日以來，德國空軍已有2,361架飞机遭到了不同程度的破坏，其中损毁1,603架，损伤1,028架，因此第2航空隊只有549架飛機可供使用，包括158架中型及俯衝轟炸機及172架戰鬥機。進攻将采取標準的閃電戰術，利用裝甲集團深入蘇軍後方并實施兩面夾擊，包圍紅軍師團及消滅它們。
德意志國防軍最初的計劃是分別實施兩個攻擊，第一個是對位於維亞濟馬的西方面軍及預備隊方面軍進行雙重夾擊，第二個是對布良斯克方面軍進行一次夾擊以攻佔布良斯克，之後再要求從莫斯科南北面對該城進行另一次快速鉗形攻勢以包圍莫斯科，但德軍已經面临連續作戰及後勤補給的問題。例如古德里安寫道一些破損了的坦克並沒有被更換，而他的機械化部隊在行動開始時缺乏汽油。
面對德意志國防軍的是3個蘇聯方面軍，他們是從一些已連續激戰數個月而筋疲力竭的部隊中重新編組出來的。參與防守該市的共有1,250,000人、1,000輛坦克及7,600門火炮，蘇聯空軍已付出了令人震惊的多达7,500或21,200架飛機的代價。为此苏联开展了惊人的工业生产来補充這些損失，蘇聯空軍擁有936架飞机用於防衛首都，其中578架是轟炸機。雖然有一些增援，但空軍力量仍降至只有戰前的25%。苏联的部隊人數及武器，在數量上對德意志國防軍构成了严重的威脅，但它们的部署却犯了很大的错误，大部分部队都被部署成一条直线，而且在後方却僅有很少或几乎沒有預備隊。華西列夫斯基在回憶錄中指出當時蘇軍防守準備得比較好，這些蘇軍部署的錯誤很大程度上是由於德意志國防軍的初步成功以及有很多蘇聯守軍均缺乏經驗及一些重要的裝備（例如反坦克武器），當時他們的坦克都是過時的型號。
蘇軍指揮官開始在城市周圍構築大規模的防禦：

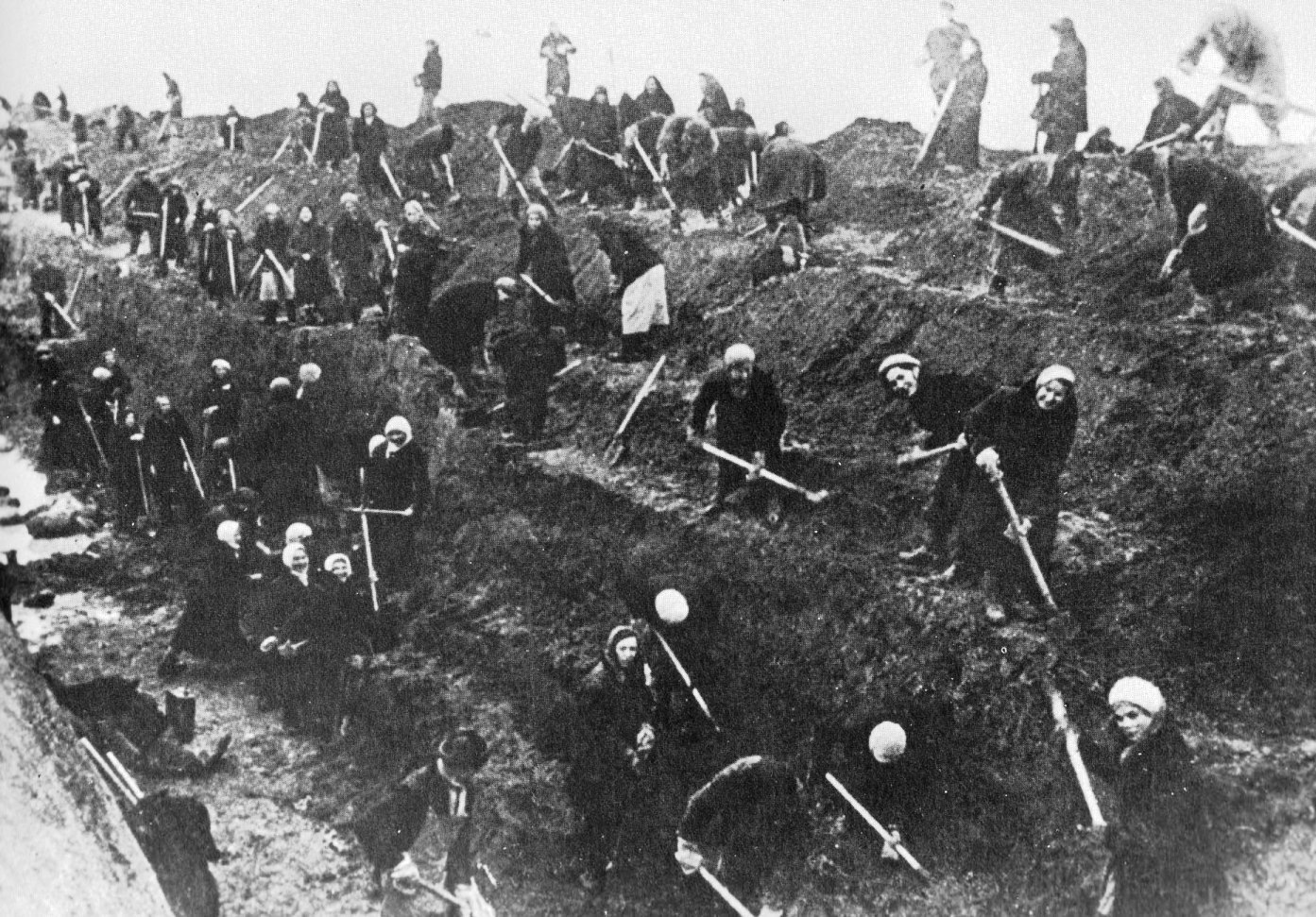
1941年，當所有男性在前線作戰時，莫斯科的婦女在莫斯科周圍修築反坦克壕溝

1. 建立熱澤夫-維亞濟馬的防衛，它被建立在熱澤夫－維亞濟馬-布良斯克一線上；
2. 莫扎伊斯克防線，它是一條建立在加里寧與卡盧加之間的雙重防線；最後，一個圍繞莫斯科的3重防衛圈，組成莫斯科防衛地帶，這些防禦工事因德意志國防軍的快速前進而导致在行動初期大多未準備好[15]再加上德軍的進攻計劃較晚才被发现，因此蘇軍直到1941年9月27日才被命令採取一個總體防衛的態勢[15]。而且新的蘇軍師團在伏爾加河、亞洲及烏拉山脈地區才剛剛建立，需要數個月時間才能调拨[24]，这让战争成了一场与时间的竞赛。

### 維亞濟馬-布良斯克雙重鉗形攻勢

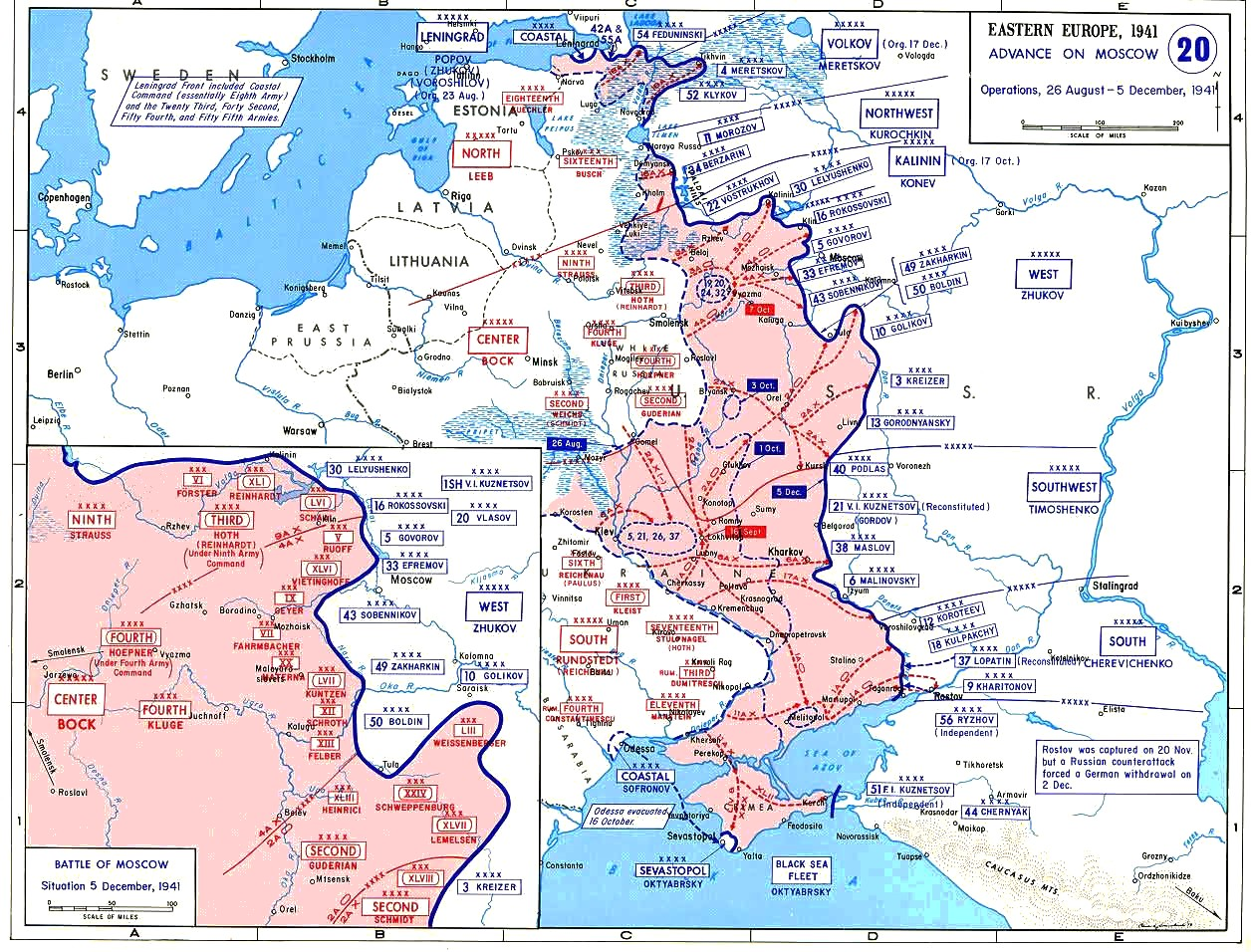
颱風行動期間德軍攻勢示意圖

在維亞濟馬附近，西方面軍以及預備隊方面軍很快就被德國第3及第4裝甲集團的高速機動部隊打敗，德軍在防線的薄弱地區打開缺口并很快開到紅軍防線的背後。由于德軍裝甲的2支先遣部队已于1941年10月10日在維亞濟馬會合，这導致仍在構築階段的防線建設變得無用。4個蘇聯軍團 （第19、第20、第24及第32軍團）被困在該市以西的1個大型口袋中。
與德軍冀望的不同，被包圍的蘇軍并沒有輕易投降。相反，戰鬥極其猛烈及險惡，德意志國防軍需動用28個師來消滅包圍圈中的蘇軍，這些部隊本來需要支援進攻莫斯科。有1排甚至一個足額的步枪師的蘇軍逃出了包圍圈而沒有被完全消滅，这让殘餘的西方面軍及預備隊方面軍因而能夠撤退及重新集結在莫扎伊斯克一線附近。蘇軍在維亞濟馬的抵抗亦給予蘇聯最高統帥部時間來快速向防衛莫斯科方向的4個蘇聯軍團 （第5、第16、第43及第49軍團）進行增援及從遠東運送3個步枪師及2個坦克師到前線。
在布良斯克以南，蘇軍最初的表現比在維亞濟馬附近較好，德國第2裝甲集團對整條前線周圍實施包圍行動，與前進中的德國第2軍團會合及分別在10月3日和10月6日攻佔奧廖爾及布良斯克。德國空軍第2航空隊在10月3日出動984架次及擊毀679輛車輛，10月4日100架俯衝及中型轟炸機破壞了鐵路線并阻礙蘇軍在蘇梅－利戈夫－庫爾斯克地區的軍隊調動，切斷了布良斯克方面軍與西南方面軍之間的連繫。蘇聯第3軍團及蘇聯第13軍團在這裡被包圍，但他们沒有投降，軍隊分成小股逃出了包圍圈，撤退至位於波内里與姆岑斯克的中間防線，到10月23日最後剩余的部队已經成功從包圍圈中突圍逃走。
10月5日，苏军飞行员发现德军摩托化纵队在向尤赫诺夫方向急进，而从尤赫诺夫到莫斯科之间几乎没有苏联正规军布防。从10月6日一直到12日，尤赫诺夫、小雅罗斯拉韦茨一带的莫扎伊斯克防线全靠苏联波多利斯克步兵和炮兵干部学校的学员、第17坦克旅和当地的民警与后勤部队拦阻德军摩托化攻势。维亚济马包围圈里的苏军的战斗也牵制住了德国第4軍團和第4裝甲集團的28个师，为朱可夫在莫扎伊斯克防线重整防御赢得了宝贵的时间。
1941年10月7日德軍在這地區的攻勢被阻止，同時下了第一場雪而且雪很快被融化，这令道路滿佈泥濘。這種現象在俄國被稱為“大沼澤地”。德軍裝甲集團的推進大幅度被拖慢及未能輕易調動，削弱了士兵和坦克的作戰能力。德軍第4裝甲師在姆岑斯克附近遭到由德米特里·列柳申科指揮的蘇聯親衛特別步兵第1軍的伏擊，包括米哈伊爾·卡圖科夫的第4坦克旅，當德軍坦克駛過時，新造好的T-34坦克隱藏在樹木後面；匆匆組成的蘇軍步兵團阻擊德軍的進攻，蘇軍坦克從側翼兇猛地攻擊德軍4號坦克編隊。對德意志國防軍來說，這場敗戰的衝擊很大，以致下令進行特別調查。令人沮喪的是古德里安及其部隊發現新型的蘇軍T-34坦克幾乎不害怕德軍的坦克火炮。這位將軍寫道：「我們的4號坦克上的短身75 毫米火炮只有在打中T-34型坦克後面的引擎才能擊破它」。古德里安亦在其回憶錄中寫道：「俄國人已經學習了不少事」。第2航空隊出動1,400架次攻擊蘇軍據點以支援第4裝甲師，擊毀了20輛坦克、34門火炮及650輛數種種類的車輛。

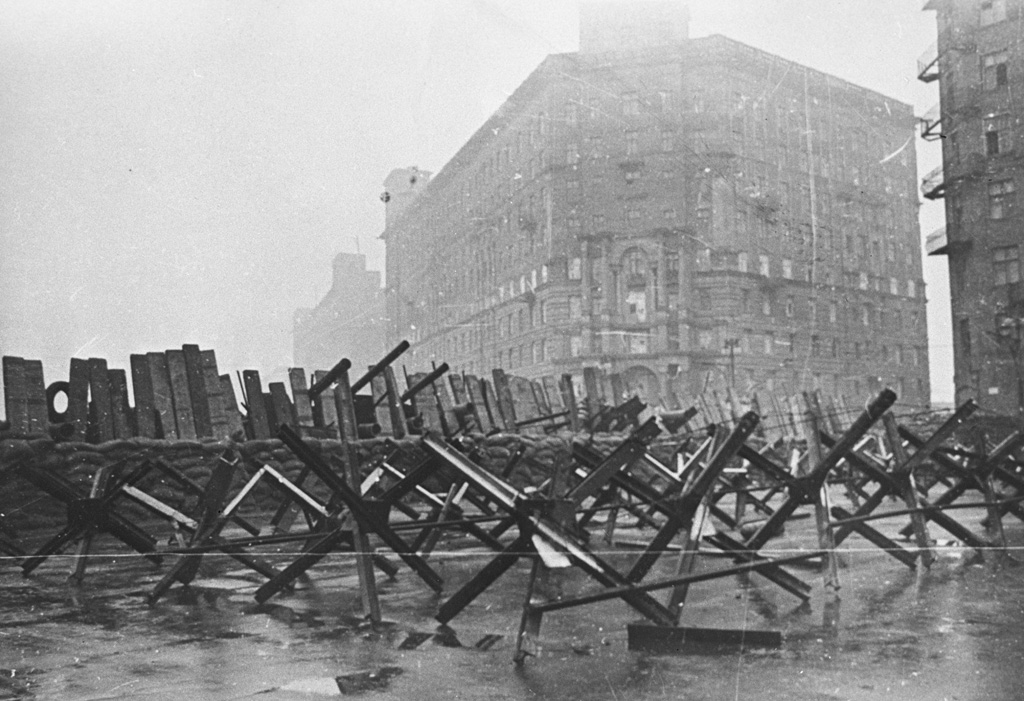
1941年10月在莫斯科街頭的路障

之後蘇軍的大規模反攻進一步拖慢德軍的攻勢。在古德里安北面展开的用以包圍布良斯克方面軍的德國第2軍團的行动，現在卻面對蘇軍強大的反攻。蘇軍的進攻有強大的空中支援，雖然數量上居於劣勢，但德國空軍仍對蘇聯空軍造成了很大損失，152架斯圖卡俯衝轟炸機及259架中型轟炸機阻擊蘇軍的進攻，同時202架斯圖卡俯衝轟炸機及188架中型轟炸機則打擊布良斯克地區的補給線。蘇軍在開闊地區受到了猛攻，德國空軍擊毀了22輛坦克及超過450輛車輛，蘇軍的進攻被擊潰。
蘇軍初期之大敗令人毛骨悚然，根據德軍的估計，德意志國防軍在各個包圍圈中共俘獲673,000名蘇聯士兵。雖然最近的調查建議將該數字稍微降低，但數字仍然龐大，俘虜514,000人，令蘇軍減少了41%的兵力。但紅軍猛烈的抵抗卻大幅地阻延了德意志國防軍的進攻，1941年10月10日當德軍到達莫扎伊斯克防線時，發現了構築堅固的防禦工事及新到達的蘇聯軍隊。同一天格奧爾吉·朱可夫從列寧格勒被召回來任命為防衛莫斯科的總指揮官。在華西列夫斯基的動議支持下，他立即命令集中所有可用的力量加強莫扎伊斯克防線。當時數量上佔優的德國空軍仍掌握制空權，“俯衝轟炸聯隊”及“轟炸大隊”（斯圖卡及轟炸機小組）共飛行了537架次并擊毀了440輛車輛 （主要是摩托車及貨車）及150門火炮。
10月13日斯大林下令共產黨撤走，參謀總部及各個內閣政府官員由莫斯科撤往古比雪夫 （現時的薩馬拉），只留下少數政府官員在莫斯科。撤退導致莫斯科居民的恐慌，從10月16日至10月17日，很多平民嘗試逃離，蜂擁登上火車及阻塞出城的道路。雖然如此，斯大林公開宣佈他會留在蘇聯首都，以防止出現驚慌及大混亂。
10月13日，德军重新前进的时候，开始了持续两个星期的秋雨，泥泞的地面使得朱可夫把西方面军仅存的9万军队部署在莫札伊斯克防线的4条公路要道上：
- 沃洛科拉姆斯克的罗科索夫斯基中将的第16集团军；
- 莫扎伊斯克的列柳申科的第5集团军
- 小雅罗斯拉韦茨的戈卢别夫少将第43集团军
- 卡卢加的扎哈尔金中将第49集团军

此外，还有在别廖夫、图拉坚守的叶尔马科夫上校第50集团军；以第33集团军野战领率机关在納羅-福明斯克编成的部队；

## 莫扎伊斯克防線（10月13日 – 10月30日）
1941年10月13日德意志國防軍已到達莫扎伊斯克防線，这是一条仓促地建成的双层防御工事防线，它从莫斯科西面之加里宁经由沃洛科拉姆斯克，一直延伸到卡卢加。但雖然最近得到增援，在該線上佈防的蘇軍（蘇聯第5、第16、第43及第49軍團）兵力仍只有90,000人，遠遠不足以阻止德軍的進攻。基於這種情況，朱可夫決定集中力量在4個據點：沃洛科拉姆斯克、莫扎伊斯克、小雅羅斯拉韋茨及卡盧加。整個西方面軍，在他于維亞濟馬附近被包圍并几乎完全被消灭之后，从头开始进行了重組。
莫斯科本身则被改造成了要塞。根據朱可夫的命令，250,000名婦女及十幾歲的青少年不停地工作，在莫斯科周圍修建了溝渠及反坦克壕溝，并在沒有機械幫助下挖走了接近3,000,000立方米的泥土，莫斯科的工廠倉促地被轉入戰時體制：電單車廠被轉成衝鋒槍兵工廠，一間鐘錶厂被轉變成生產地雷雷管，朱古力工廠正在生產食品供應前線官兵，電單車維修站用來維修損壞的坦克及軍車。但是情況依旧非常严峻，因為蘇聯首都仍然在德軍坦克可到達的範圍內，而且莫斯科現在是大規模空襲的目標，由于全面的高射炮防禦及成功的平民滅火隊，這些空襲只造成了有限的傷亡。
1941年10月13日（根據其它來源是1941年10月15日）德意志國防軍恢復進攻。首先德意志國防軍不願直接進攻蘇軍防線，或者嘗試向東北面防守較弱的卡里寧及南面的卡盧加和圖拉推進以繞過防線，除圖拉外其餘城鎮在10月14日被攻佔。受到這次最初攻勢的鼓舞，德軍對防線發起正面進攻，在10月18日攻佔莫扎伊斯克及小雅羅斯拉韋茨，10月21日佔領納羅-福明斯克，經過激戰後在10月27日攻佔沃洛科拉姆斯克。由於側翼進攻的威脅增加，朱可夫命令後退并將部隊撤退至邦那拉河東面。
在南面，由于莫扎伊斯克防線並沒有向南延伸，且該處沒有任何蘇軍集中地以阻延推進，德國第2裝甲軍團較輕易的向圖拉前進，但是惡劣的天氣、燃料問題及被破壞的道路和橋樑反而阻延了德軍的進攻；古德里安的部隊在1941年10月26日到達圖拉外圍。德軍的計劃是立即攻佔圖拉并向莫斯科附近實施鉗形攻勢，但因为德軍坦克在激戰中被蘇聯第50軍團及平民自願者所阻，對該城的首次進攻失敗了，古德里安的部隊被迫於1941年10月29日在該城前停止前進。

## 德意志國防軍兵臨城下（11月1日 – 12月5日）

### 攻勢削弱

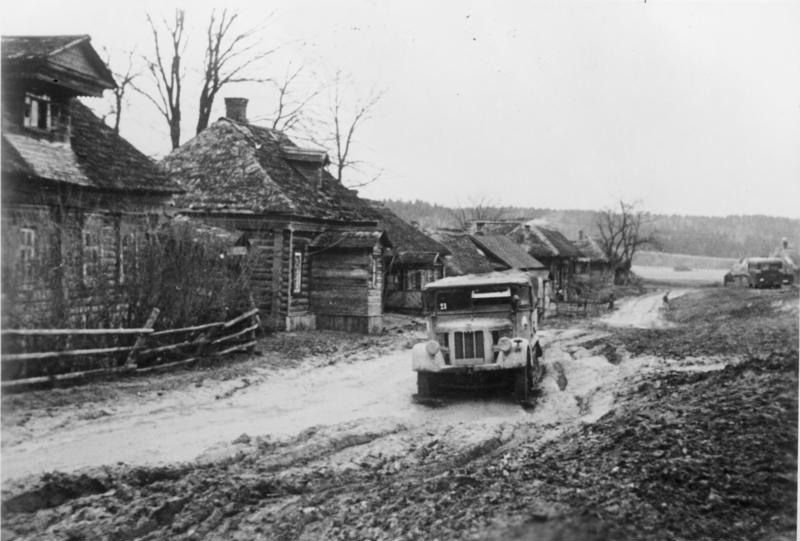
1941年11月，莫斯科外的泥濘

大衛·葛蘭茨在其著作“當泰坦們發生了冲突”中將10月底的德意志國防軍與蘇聯紅軍比喻為頭昏眼花的拳擊手，他们搖搖欲墜的站著但是已經失去了擊倒對方的力量。德軍精疲力盡，只有33%的摩托車仍然可被正常使用，步兵師只有33%或50%的兵力，嚴重的後勤補給問題妨礙運送保暖衣服及其它冬季裝備到前線。即使希特勒认为迫使蘇聯投降是長期的努力，但派遣坦克進入如此大規模的城市而沒有步兵支援仍是非常危險的，就有如1939年付出高昂代價的華沙保衛戰一樣。
為強化紅軍抵抗的決心及提高人民的士氣，斯大林命令於11月7日在紅場舉行傳統的閱兵儀式，蘇軍列隊通過克里姆林宫并直接開往前線。閱兵作为象徵着蘇聯抵抗的決心的活动經常被举行。但是，雖然有如此勇敢的表現，紅軍實際上卻處於極其不利的地位。尽管有100,000名額外的蘇軍已增援克林及圖拉以應付預期中的德軍進攻，但蘇軍的防線仍然是比較薄弱。斯大林希望發動先發制人的反攻以攻擊德軍戰線，朱可夫反对这个计划。他指出缺乏足夠的資源實施反攻，而德意志國防軍能夠擊退大部分反攻；这会耗尽紅軍本來用於防衛莫斯科的兵員及車輛。不過斯大林坚持己见，下令发动反攻。攻勢只在莫斯科以西的阿列克辛取得成功，在這裡蘇軍坦克給予德國第4軍團以重创，因為這裡的德軍缺乏反坦克武器以擊毀新式且裝備優良的T-34型坦克。
雖然在阿列克辛局部失利，德意志國防軍在人力上仍然佔有巨大的優勢而且其地面部隊數量超過蘇聯紅軍，德軍參與對莫斯科最後總攻的仍然有943,000人及1,500輛坦克。而蘇軍人數上已減少至自己以前的一個縮影，只有500,000人及890輛坦克。但是相比起10月份，蘇軍步枪師佔有較佳的防守地位，他们在莫斯科周圍形成一個三重防守圈，而且接近克林一帶的莫扎伊斯克防線剩餘部份仍在蘇軍手中。大部份蘇聯方面軍現在採用雙層防守，至少有兩個步枪師在第2梯次編隊，炮火支援及坑道工兵團亦沿预计德军将在攻击中使用的道路被集中起來。最後，蘇聯軍隊—特別是軍官—擁有更多經驗并且已经準備好以應付敵人之攻勢。
1941年11月15日地面終於結凍變硬，解決了泥濘的問題，德意志國防軍的裝甲先遣部队先解除了束縛，再度企圖包圍莫斯科及在首都以東的諾金斯克會師。為达到這個目的，德國第3及第4裝甲集團需集中其部隊在莫斯科水庫及莫扎伊斯克之間，向克林及索爾涅奇諾戈爾斯克進攻，从北面包圍首都；在南面，德國第2裝甲軍團力圖繞過仍在蘇聯手中的圖拉，向卡希拉及科洛姆納前进，然後在諾金斯克與由北面南下之德軍会师。

### 最後夾擊
1941年11月15日德國坦克軍團開始其對克林发起攻擊。在克林苏军沒有可供使用的預備隊，由于斯大林正準備在沃洛科拉姆斯克發動反攻，因而將所有可供使用之預備隊集中在南面。德軍最初之進攻企图將两个苏联军团分离开来，即切斷蘇聯第16及第30軍團之間的聯繫。之後數天雙方爆發激戰，朱可夫在其回憶錄提到：「敵人，不顾傷亡，正在進行正面進攻，使用任何可用的手段也要攻佔莫斯科」。雖然德意志國防軍作出極大的努力，但蘇軍的縱深防禦減少了蘇軍傷亡，此外蘇聯第16軍團亦緩慢的後撤及不斷阻擊德軍嘗試突破防線的行動。
德國第3裝甲軍團經過激戰後最终在1941年11月24日攻佔克林，於11月25日佔領索爾涅奇諾戈爾斯克，但蘇軍的抵抗仍然頑強，戰事的結果未分勝負。
據報導，斯大林詢問朱可夫莫斯科是否可以被堅守，并命令他像一個共產黨員一樣誠實地回答，朱可夫回答說這是可以的，但必須要有預備隊的增援。11月28日德軍第7裝甲師攻佔了橫渡莫斯科-伏爾加運河的一個橋頭堡－這是莫斯科城前最後一個天然障礙，距離克里姆林少於35 公里；但在渡河後由于遭到蘇聯第1突擊軍團的強大反攻而被迫退回對岸。在莫斯科西北德意志國防軍到達希姆基的卡拉斯拉雅波利亞納村，這裡距離莫斯科不多於20 公里；德軍將領已可以通過雙筒望遠鏡看出蘇聯首都的一些主要建築物，但是不論蘇軍及德軍均嚴重地筋疲力竭，一些旅只剩下150至200名步兵（一個連的足額兵力）。
在南面的圖拉附近，攻勢在1941年11月18日恢復，德國第2裝甲軍團嘗試包圍該城。由于參戰的德軍在之前的戰鬥中已經遭受许多损失且仍然沒有冬季軍服，德軍在最初的进攻中每天只前進5至10 公里（3至6 英哩），就像古德里安所說的“成功的機會低於正常”。此外再加上德國裝甲軍團受到位於圖拉附近的蘇聯第49及第50軍團的側擊，令進展進一步遲緩。但是古德里安仍然能繼續展開进攻，其部于1941年11月22日攻佔斯大林诺戈尔斯克及包圍了駐守在此地的一個蘇軍步枪師。11月26日德意志国防军裝甲部隊攻佔了卡希拉，這裡能控制通往莫斯科的主要高速公路。作為回應，蘇軍在翌日作出強大反擊，別洛夫將軍的第2騎兵軍（包括倉卒召集編成的第173步枪師、第9坦克旅、2個獨立坦克團及訓練和軍校單位）在卡希拉附近阻擊德軍之進攻。德國人在12月初被擊退，圖拉本身亦因防禦工事及堅決的守軍包括士兵和平民的保護而被堅守。在南面德意志國防軍從未接近苏联首都。
由於在莫斯科南北兩翼的进攻遭到强烈的抵抗，德意志國防軍在12月1日從正西面，在納羅-福明斯克附近沿明斯克-莫斯科高速公路發動正面進攻。但是該攻勢只有數量有限的坦克支援及遇到蘇軍的密集防禦，在遭到蘇軍第1親衛摩托化步枪師的抵抗及蘇聯第33軍團的側擊後，德軍的攻勢在4天後被擊退，並付出了伤亡10,000人，损失數十輛坦克的代價。

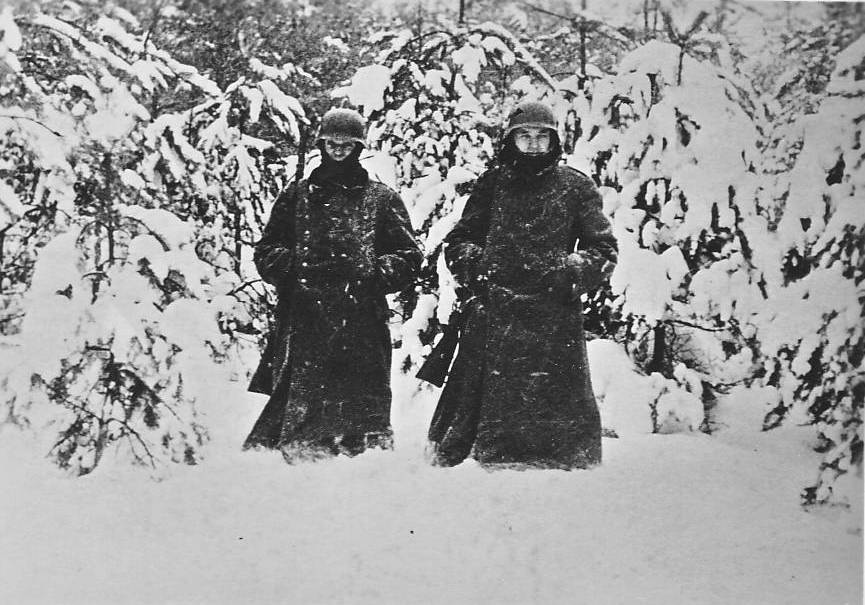
在莫斯科以西風雪中的德軍士兵

到了12月1日之后，最低气温已降至零下20摄氏度，虽然对俄罗斯部队来说仍是可接受的温度，但是对于没有冬季军服的德军而言却是难以忍受的，此外德军的车辆也不是设计在如此严寒的气候下运作。这导致德軍士兵中共有超過130,000個凍傷病例報告，每上一發炮彈均需將上面的防凍劑除去以及車輛在使用前先要熱車數個小時。
軸心國在莫斯科的攻勢停止了，古德里安在他的日記中寫道：「對莫斯科的攻勢失敗了，我們低估了敵人的優點，包括他的面積及天氣，幸運的是，我在12月5日下令部隊停止前進，否則大祸将無可避免」。

## 蘇軍反攻

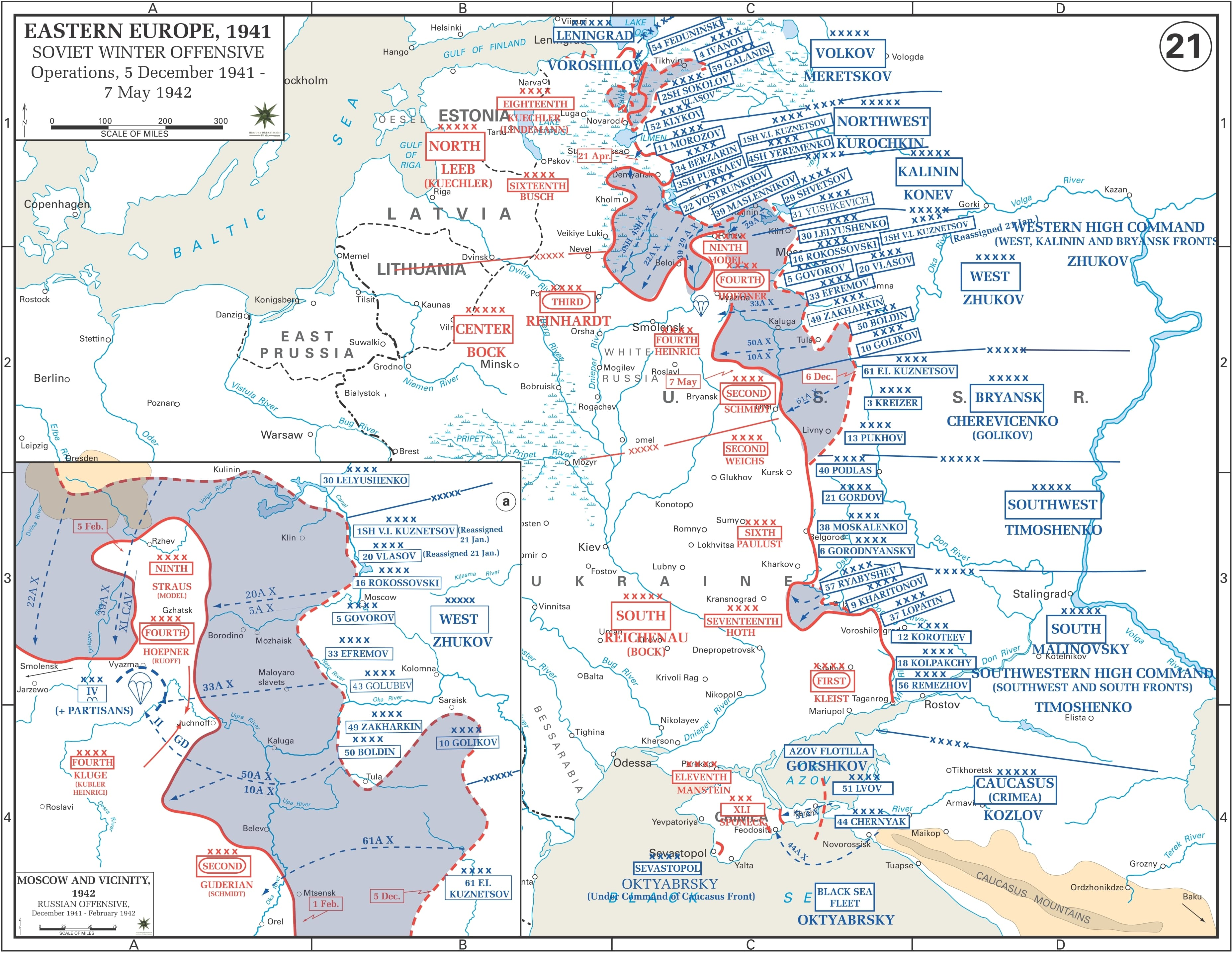
蘇軍的冬季攻勢，1941年12月5日至1942年5月7日

雖然德意志國防軍的攻勢已經被阻止了，德國情報機構仍估計蘇軍已沒有預備隊可以使用及因此不能實施反攻，但這個估計證明是錯誤的。因為史達林根據他的間諜理查·佐爾格的指出日本不會配合其盟友德国要求進攻蘇聯的情報，他從西伯利亞及遠東地區調動新銳師團至莫斯科戰線。當朱可夫及華西列夫斯基建議的攻勢被史達林批准後，紅軍在12月初共投入了58個師的預備隊，但是雖然有這些新銳師團參戰，參與反攻行動的蘇軍總數只有1,100,000人，才比德意志國防軍多出一少部份。不過由於小心部署，在一些重要據點上卻達到2對1的優勢。1941年12月5日反攻由加里寧方面軍展開，經過2天的些微進展後，蘇軍收復卡拉斯拉雅波利亞納及莫斯科附近地區的數個其它城市。
同日希特勒簽署第39號訓令，命令德意志國防軍在整條戰線上轉入防禦。但是，由于德軍未能在現有位置上建立有效的防禦及需後退以重整其戰線，古德里安寫道他與漢斯·舒密特及沃爾弗拉姆·馮·里希特霍芬在同日進行了討論，并一致認為現時的戰線不能堅守。12月14日弗朗茨·哈爾德及京特·馮·克魯格最終在沒有希特勒的批准下同意向西面的奧卡河作有限度的撤退。1941年12月20日在與德軍高級指揮官的會面期間，希特勒撤銷撤退令并命令其士兵堅守每一吋土地，如果有需要则挖掘壕溝以掩藏榴彈砲。古德里安表示反對，指出這樣做由寒冷帶來的損失實際上比戰鬥中的損失更多，運送的冬季裝備行動在波蘭因交通問題而不得不停了下來。相反的希特勒堅持堅守現時的戰線，古德里安在聖誕節當日被解除職務，同時被免職的還有第4裝甲軍團及第9軍團司令埃里希·赫普纳、阿道夫·史特勞斯和费多爾·馮·博克亦被解任，官方的理由是健康原因。希特勒的總司令瓦爾特·馮·布勞希奇，亦在早前的1941年12月19日被免職。
與此同時蘇聯的攻勢持續；在北面的克林及加里寧分別在12月15日及12月16日被解放，而加里寧方面軍則繼續向西推進，苏联的前线軍指揮官伊萬·科涅夫試圖包圍德國中央集團軍，但在熱澤夫遇到頑強抵抗并被迫停止前進，從而形成了一個突出部直至1943年；在南面攻勢則比較暢順，西南方面軍在1941年12月16日為圖拉解圍。

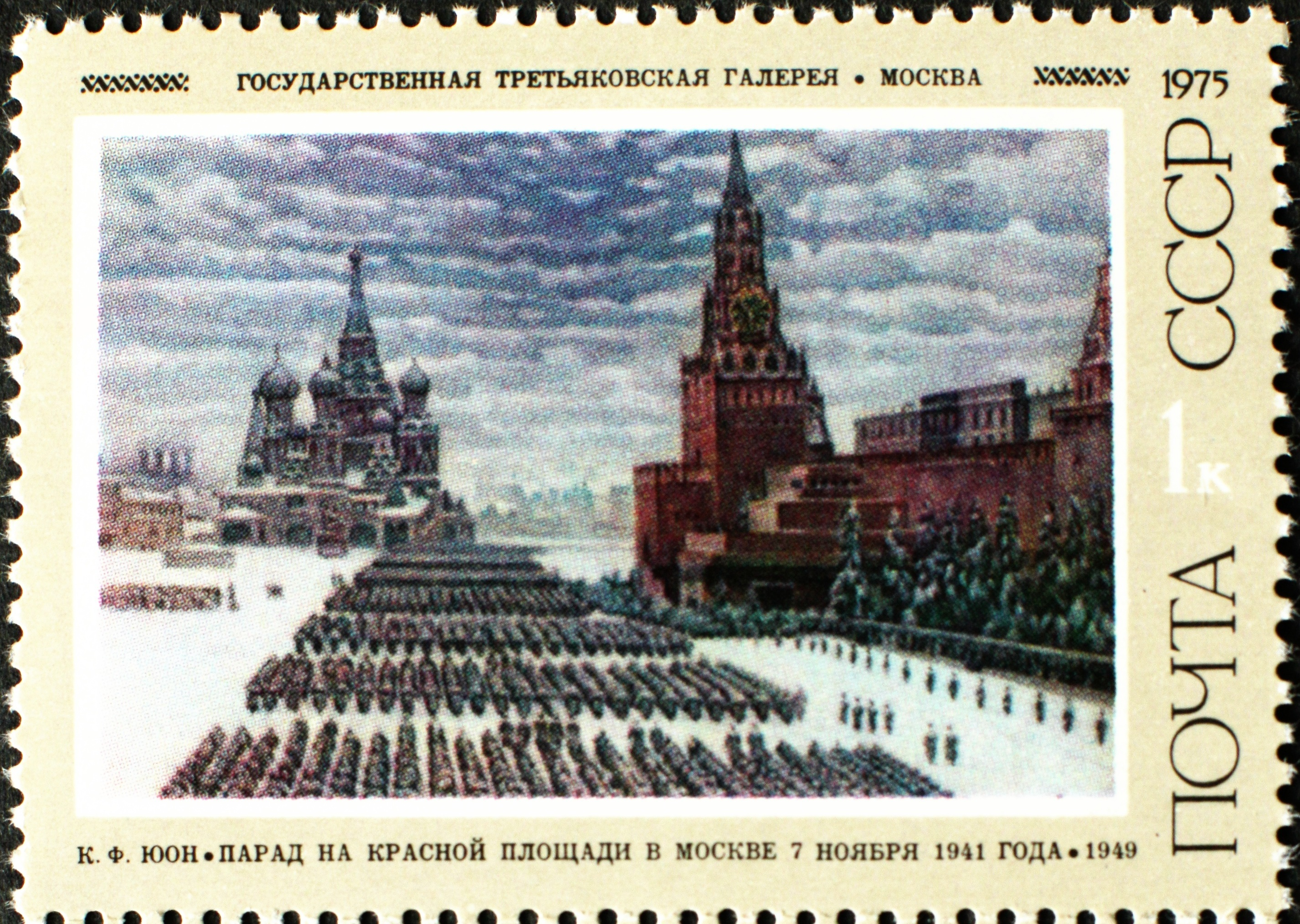
郵票中，蘇聯軍隊於1941年11月7日星期四在紅場遊行

德國空軍實施增援，希特勒認為這是唯一拯救戰況的希望。兩個整編中的轟炸大隊（第2航空隊的第4及第30轟炸大隊）從德國飛抵前線，同時4個運輸大隊得到了由第4航空隊派來的102架Ju 52運輸機，这将用以撤出德國陸軍單位及改善對前線部隊的補給，這是最後的努力并取得了成效，德國空軍部隊的幫助阻止了中央集團軍的溃败。
雖說德國空軍盡了最大努力，但蘇聯的空中優勢對紅軍在莫斯科的勝利作出了莫大的貢獻。從12月17日至12月22日德國空軍在圖拉附近擊毀了299輛摩托車及23輛坦克，阻礙了紅軍對德軍的追擊。但是在中路，進展則遲緩得多，蘇軍只是分別在12月26日、28日及在反攻開始後的10天內於12月26日解放納羅-福明斯克、12月28日解放加里寧、1月2日解放小雅羅斯拉韋茨。蘇軍的預備部队人数的下降导致反攻在1942年1月7日停止。反攻令筋疲力竭及凍傷的德軍從莫斯科後退了100至250 公里（60至150 英哩），這次勝利極大地提高了蘇軍的士氣且是德意志國防軍的首次戰敗，由於未能在一次快速打擊中征服蘇聯，德國現在必需準備長期戰爭，巴巴羅薩行動已經宣告失敗。

## 總結

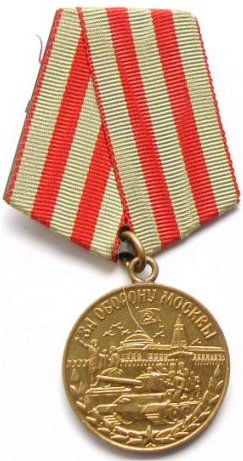
自1944年5月1日起，共有1,028,600名蘇聯國民被授與保衛莫斯科獎章

蘇聯紅軍的冬季攻勢將德意志國防軍從莫斯科擊退，但由于战争的前線仍然非常接近莫斯科，該城仍然受到威脅。因此，史達林仍然十分重視莫斯科方向的防禦，德軍在初期的成功令他受到了極大的震撼特別是蘇軍最初的攻勢未能消滅由中央集團軍之數個師防守的熱澤夫突出部。在莫斯科反攻之後不久，蘇軍實施一系列戰役（熱澤夫戰役）以嘗試消滅該突出部，雙方在每一刻均付出巨大的代價。蘇軍估計損失500,000至1,000,000人，而德軍估計損失300,000至450,000人。但是1943年初，德意志國防軍從突出部撤走导致戰線向西轉移。雖然如此，莫斯科戰線直至1943年10月才平靜下來，當時中央集團軍在第二次斯摩棱斯克戰役中被蘇軍從斯摩棱斯克陸上走廊及第聶伯河上遊左岸逐走。
由於對其軍隊未能攻佔莫斯科而震怒，希特勒在1941年12月19日將陸軍總司令瓦爾特·馮·布勞希奇解任並親自兼任陸軍總司令的職務，控制了所有軍事決策，并使大部份德軍軍官對其效忠，但使得希特勒身边的大部分將領是只有少許或缺乏實戰經驗的軍官。古德里安在其回憶錄中寫道：「這使我們的關係變得冷漠，一種不能消除的冷漠」。這增加了希特勒對其高級軍官的不信任，而後他又撤換了35位高級軍官，包括古德里安在內。莫斯科戰役的失敗最終決定了德意志國防軍的命運，德國現在必須打一場没有准备好的消耗戰，尽管并不是一次压倒性的失败，但它令德國通過一次決定性的勝利打跨蘇聯的願望落了空。
從1941年6月以來蘇軍首次能阻止及擊退德軍之進攻，這使史達林變得過份自信及決定進一步擴展其攻勢。1942年1月5日在克里姆林宮的會議上，史達林宣佈他正計劃一次大規模春季攻勢，將連續在莫斯科、列寧格勒及蘇聯南部附近發動全線進攻，雖然受到朱可夫的反對，但該計劃最終被接納。但是由于蘇軍預備隊的不足及德意志國防軍的戰術技巧導致在熱澤夫附近产生了巨大的傷亡，被稱為熱澤夫血肉磨坊，此外再加上蘇聯紅軍的一系列巨大失敗，例如第二次卡爾可夫戰役、未能消除德米楊斯克口袋和在為包圍列寧格勒期間解圍的安德烈·弗拉索夫的部隊被圍困等，最終導致德軍成功在南部實施攻勢及引致史達林格勒戰役。
無論如何保衛莫斯科是蘇軍抵抗轴心国入侵的象徵，為紀念該戰役，莫斯科在第二次世界大戰歐戰勝利紀念日20週年的1965年被授與英雄城市的稱號。

## 傷亡數字
由于不同的來源提供了不一樣的估計數字，在莫斯科戰役中無論德國还是蘇聯的傷亡數字均成為討論的議題。并不是所有的歷史學家都同意該戰役在第二次世界大戰時間表中的時間，戰役開始的時間通常是根據颱風行動的開始日期1941年9月30日，进攻战役結束的時間也分別有兩個日期。特別是，苏联官方档案资料（例如艾力臣及葛蘭茨）將1942年1月8日—4月20日的熱澤夫-维亚济马进攻战役從莫斯科戰役的範圍中分离，認為熱澤夫戰役是一次獨立的行動及導致苏联红军的莫斯科进攻战役在1942年1月7日停止 — 從而减少了傷亡數字。其他的歷史學家，將熱澤夫及維亞濟馬行動納入莫斯科戰役範圍 （因此做成該戰役在1942年4月20結束），導致較高的傷亡數字，由於熱澤夫—维亚济马进攻战役開始於1942年1月8日—4月20日及之前的反攻沒有停頓，因此該立場是可以理解的。
其它來源的數字亦有很大分別，約翰·艾力臣在他的“巴巴羅薩：軸心國與同盟國”一書中指出從1941年10月1日至1942年1月7日苏联红军共有653,924人阵亡和失踪。 葛蘭茨在他的“当泰坦们发生了冲突”一書中提到蘇軍在防禦階段共有658,279人傷亡及在直至1942年1月7日為止的进攻階段另外有370,955人傷亡。在1973年-1978年出版的“蘇聯偉大百科全書”中估計直至1942年1月德軍共有大約400,000人傷亡。另一個估計數字來自在1997年出版的“莫斯科百科全書”，作者在書中提到，根據不同資料來源，在红军莫斯科防御战役階段德軍有145,000人傷亡，而从1941年12月5日直至1942年1月7日的莫斯科进攻战役階段德軍有102,923人的伤亡，一共248,600人傷亡，其中大部份傷亡的蘇軍均曾一度被俘，但是根据纳粹德国国防军陆军中央集团军群的报告，在1941年10月1日—1941年11月30日和1941年11月30日—1942年1月10日的伤亡报告一共是35,757人阵亡，9,721人失踪（假定全部阵亡），一共45,478人阵亡，128,716人受伤，一共174,194人伤亡。因此，從1941年9月30日至1942年1月7日為止，德意志國防軍陆军的傷亡數字大約为173,478—248,600人（蘇聯偉大百科全書 / 莫斯科百科全書的估計數字），而蘇聯紅軍的阵亡數字則為653,924人（艾力臣 / 莫斯科百科全書的估計數字）。

## 附錄
1. 1 2  Bergström 2007 p.90.
2. ↑  Williamson 1983, p.132.
3. ↑  所有來源使用德國空軍記錄，經常報告的數字900至1,300架並非源自德國空軍的資料，Sources: Prien, J./Stremmer, G./Rodeike, P./ Bock, W. Die Jagdfliegerverbande der Deutschen Luftwaffe 1934 bis 1945, Teil 6/I and II; U.S National Archives, German Orders of Battle, Statistics of Quater Years

由1941年12月5日起：
900,000人，
4. 1 2  Bergström 2007, p. 111.
5. ↑  Heinz Guderian, Erinnerungen eines Soldaten (Memoirs of a soldier), Smolensk, Rusich, 1999, p. 229.
6. 1 2  Great Soviet Encyclopedia, Moscow, 1973–1978, entry "Battle of Smolensk"
7. 1 2  Guderian, p. 272.
8. ↑  Guderian, pp. 267–9.
9. ↑  A.M. Vasilevsky, The matter of my whole life, Moscow, Poitizdat, 1978, p. 134.
10. ↑  Marshal G.K. Zhukov, Memoirs, Moscow, Olma-Press, 2002, p. 352.
11. ↑  Zhukov, p. 353.
12. ↑  Vasilevsky, p. 135.
13. ↑  Guderian, p. 305.
14. ↑  Hitler, in "Völkischer Beobachter", October 10, 1941.
15. 1 2 3 4 5 6 7 8 9 10 11 12 13 14  Moscow Encyclopedia, ed. Great Russian Encyclopedia, Moscow, 1997, entry "Battle of Moscow"
16. ↑  Bergstöm 2007, p. 90.
17. ↑  Guderian, pp. 307–9.
18. ↑  Guderian, p. 307
19. 1 2  Hardesty, 1991, p.61.
20. ↑  Bergström 2007, p.118.
21. ↑  Bergström 2007, p.90-91.
22. 1 2 3 4  Vasilevsky, p. 139.
23. 1 2 3 4 5 6  Glantz, chapter 6, sub-ch. "Viaz'ma and Briansk", pp. 74 ff.
24. ↑  Vasilevsky, p. 138.
25. 1 2 3  Bergström 2007, p.91.
26. ↑  Guderian, p. 316.
27. ↑  Guderian, p. 318.
28. ↑  Plocher 1968, p.231.
29. ↑  Geoffrey Jukes, The Second World War — The Eastern Front 1941–1945, Osprey, 2002, ISBN 978-1-84176-391-0, p. 29.
30. ↑  Jukes, p. 31.
31. ↑  Zhukov, tome 2, p. 10.
32. ↑  Plocher 1968, p.231
33. ↑  Bergström 2007, p.93
34. 1 2 3 4 5  Jukes, p. 32.
35. ↑  Zhukov, tome 2, p. 17.
36. ↑  Zhukov, tome 2, p. 18.
37. ↑  Zhukov, tome 2, p. 22.
38. ↑  Zhukov, tome 2, p. 24.
39. ↑  Guderian, pp. 329–30.
40. ↑  Zhukov, tome 2, pp. 23–5.
41. 1 2 3 4 5 6 7 8  Glantz, chapter 6, sub-ch. "To the Gates", pp. 80ff.
42. ↑  Zhukov, tome 2, p. 27.
43. 1 2  Zhukov, tome 2, p. 28.
44. ↑  Zhukov, tome 2, p. 30.
45. ↑  Guderian, p. 345.
46. ↑  Guderian, p. 340.
47. ↑  Erickson, 'The Road to Stalingrad,' p.260
48. ↑  A.P. Belov, Moscow is behind us, Moscow, Voenizdat, 1963, p. 97.
49. ↑  Belov, p. 106.
50. ↑  Zhukov, tome 2, p. 32.
51. 1 2  Glantz, ch.6, subchapter "December counteroffensive", pp. 86ff.
52. ↑  Guderian, pp. 354–5.
53. ↑  Zhukov, tome 2, p. 37.
54. ↑  Guderian, pp. 353–5.
55. ↑  Guderian, p. 354.
56. ↑  Guderian, pp. 360–1.
57. ↑  Guderian, pp. 363–4.
58. 1 2 3  Great Soviet Encyclopedia, Moscow, 1973–78, entry "Battle of Moscow 1941–42"
59. 1 2  Guderian, p. 359.
60. ↑  Bergström 2007, p.112-113.
61. ↑  Planning for war: the Red Army and the catastrophe of 1941
Europe-Asia Studies, Dec, 1995 by Cynthia A. Roberts  （页面存档备份，存于） “格奧爾吉·朱可夫元帥，已多次提醒史達林戒備及加強軍隊，然而回顧了德國令人震驚的進攻時，他說：‘無論是軍需防禦、我自己、我的前任沙波什尼科夫和梅列茨科夫，或總參謀部也不認為，敵人在第一天可以集中這樣龐大的部隊和使他們投入戰鬥’”
62. ↑  Guderian, p. 365.
63. ↑  Zhukov, tome 2, pp. 43–4.
64. 1 2  John Erickson, Barbarossa: The Axis and the Allies, table 12.4
65. 1 2  Glantz, Table B

## 外部連結
- serpukhov.ru — The Moscow battle.
- Battle of Moscow 1941 + maps （页面存档备份，存于）
- Moscow Attacked! （页面存档备份，存于） — Free/educational Battle of Moscow boardgame.
- WW2DB: Battle of Moscow （页面存档备份，存于）
- Armchair General/Maps 1941/Western Direction/The Moscow Battle — Excellent maps down to brigade level. For the Russians, 49A = 49th Army, cd = rifle division, kd = cavalry division, tbp = tank brigade, etc.